# 水野るり子
水野 るり子（みずの るりこ、1932年2月25日 - 2022年1月10日）は日本の詩人。東京都生まれ。本名、水野瑠璃子。東京大学文学部卒業。1984年『ヘンゼルとグレーテルの島』で第34回H氏賞受賞。2011年『ユニコーンの夜に』で第3回小野市詩歌文学賞受賞。

## 著書
- 詩集『動物図鑑』地球社 1977年
- 詩集『ヘンゼルとグレーテルの島』現代企画室 1983年
- 詩集『ラプンツェルの馬』思潮社 1987年
- 詩集『はしばみ色の目のいもうと 詩集』現代企画室 1999年
- 詩集『クジラの耳かき 詩集』七月堂 2003年
- 詩集『ユニコーンの夜に 詩集』土曜美術社出版販売 2010年
- 『水野るり子詩集』土曜美術社出版販売 新・日本現代詩文庫 2012年

### 翻訳
- ビオレッタ・パラ『人生よありがとう 十行詩による自伝』現代企画室 インディアス群書 1987
- クラウス・バウムガルト文・絵『いたずらかいじゅうトアトア』草土文化　1992
- クラウス・バウムガルト文・絵『トアトアふしぎのくにへ』草土文化　1993
- クラウス・バウムガルト文・絵『トアトアまよなかのぼうけん』草土文化　1993
- シンシア・ライラント文 ジェン・カラーチー絵『ヘンゼルとグレーテル』新樹社 2009

## 注
1. ↑  『読売年鑑 2016年版』（読売新聞東京本社、2016年）p.466
2. ↑  『現代日本人名録』